# 이문열
이문열(李文烈, 1948년 6월 24일 ~ )은 대한민국의 소설가이며, 한국외국어대학교 석좌교수이다. 본관은 재령이다.

## 생애

### 유년기
서울시 종로구 청운동에서 태어났다. 한국 전쟁 당시 공산주의자였던 아버지 이원철(李元喆)이 홀로 월북하였다. 아버지 이원철(일명 김환영)이 월북한 이후 그는 어머니 조남현(曹南鉉)의 슬하에서 5남매가 경상북도 영양군 등지를 떠돌아다니며 어렵게 살았다.
초등학교 졸업을 제외하고는 모두 검정고시이며, 이후 안동고등학교에 입학하였다. 그러나 1965년 안동고등학교를 중퇴하고 한동안 방황하다가 검정고시에 합격하고 1968년 서울대학교 사범대학 국어교육과에 입학했다. 1970년에는 사법시험에 응시한다며 서울대학교 국어교육과를 중퇴하였다. 그러나 연좌제 등 여러 이유로 뜻을 이루지 못한다.
사법시험에 실패한 뒤 1973년 결혼과 동시에 군대에 입대했다. 그의 이런 생활이 기초가 되어 자전적 소설인 《젊은 날의 초상》을 쓰게 된다.

### 문단에 데뷔
1977년 단편 《나자레를 아십니까》가 대구 매일신문 신춘문예에 가작으로 당선되면서 문인으로 등단했다. 이어 '대구매일신문' 편집기자를 지냈다. 1979년에는 동아일보 신춘문예에 《새하곡(塞下曲)》이 당선되었다. 같은 해 중편 《사람의 아들》로 ‘오늘의 작가상’을 받으면서 왕성한 창작활동을 전개하여 1980년대에 가장 많은 독자를 확보한 작가의 한 사람으로 꼽힌다. 그의 소설의 특징은 탄탄한 구성과 문장의 탁월함으로, 자전적 요소가 강하게 드러나 있다. 주요작품으로는 《젊은날의 초상》(1981) 《황제를 위하여》(1982) 《영웅시대》(1987) 《변경(邊境)》 등이 있으며 《사람의 아들》 《그해 겨울》 《금시조》 《우리들의 일그러진 영웅》 등 소설집과 평역서인 《삼국지》와 《수호지》, 《초한지》가 있다. 또한, 동인문학상, 대한민국문학상, 이상문학상, 호암상(예술상) 등을 수상하였다.
한편 유신과 제5공화국의 권위주의적인 통치를 빗댄 《우리들의 일그러진 영웅》을 통해 유명해졌다. 작품 《우리들의 일그러진 영웅》에서 반장 엄석대의 합법을 가장한 폭력, 규율을 가장한 폭력을 신랄하게 비판하고 폭력의 의미를 다시 보게 하였는데, 이는 박정희, 전두환 정권의 권위주의적인 태도를 희화, 풍자한 것이기도 했다. 작가 본인이 밝히기를, 작품 전반에 나오는 국민학교 5학년 때의 담임 선생님은 폭력적이고 반민주적인 독재 정권을 실리에 따라서 허락한 6~70년대 미국 외교 정책이고, 후반부에 등장하여 엄석대를 박살내놓은 6학년 때의 담임 선생님은 '경직되고 권위적인 이념'을 가리킨다. 세종대학교에서 교수직을 맡았으며, 1998년부터 부악문원의 대표로 있다. 작품 우리들의 일그러진 영웅 등의 작품들이 프랑스어, 스페인어, 독일어, 영어, 일본어 등으로 그의 작품이 번역된 바 있다.

### 기타
1990년대 이후 보수적 문인 겸 논객으로 진보 계열 인사 및 페미니스트 인사들과 논쟁을 벌이기도 했다.
2007년에 모 일간지와의 인터뷰에서 "극우보수 비판 왜 안하나"는 질문에 '전두환 때 말 못 한 게 많이 부끄럽다'고 말했다. 전두환의 팔순 생일 잔치에 참석한 것으로 밝혀졌다.
2009년 한국외국어대학교 석좌교수에 초빙되었다.

## 논란

### 마광수와의 논쟁
1990년대 중반 이후 급격히 가시화된 한국사회의 보수와 진보의 논쟁에서 강연활동과 신문기고, 작품활동 등을 통해 보수주의 입장을 대변하고 진보주의 진영을 비판한다 하여 논란의 대상이 되어왔다. 마광수는 이문열의 성공을 비판하기도 했다. 마광수는 1990년 1월에 언론에 발표한 글에서 이문열의 상업적 성공의 "근본적 원인을 대한민국 독자들의 교양주의 선호 현상에서 찾아볼 수 있다고 본다."고 말했다. 한편 이문열은 마광수의 작품을 구역질을 동반한다, 보잘 것 없다며 신랄하게 비판하였다. 전북대학교 신문방송학과 교수 강준만은 이를 단순 언쟁으로 보지 않고, 가치관의 차이로 규정하였다.

### 페미니스트와의 논쟁
《선택》에서는 조선시대의 캐릭터를 빌려와 현대의 페미니즘을 비판하였다는 이유로 여성운동가들의 반발을 샀다. 1996년 잡지 세계의 문학의 가을호에 첫 연재를 시작하면서 논란이 되었는데, 이는 그가 작품의 주인공을 통해 페미니스트 계열 작가들을 비판한 것이 원인이 되었다.
진실로 걱정스러운 일은 요즘 들어 부쩍 높아진 목소리로 너희를 충동하고 유혹하는 수상스러운 외침들이다. 그들은 이혼의 경력을 무슨 훈장처럼 가슴에 걸고 남성들의 위선과 이기와 폭력성과 권위주의를 폭로하고 그들과 싸운 자신의 무용담을 늘어놓는다. 이혼은 '절반의 성공' 쯤으로 정의되고 간음은 '황홀한 반란'으로 미화된다. 그리고 자못 비장하게 '무소의 뿔처럼 혼자서 가라.'고 외친다.

한국형 페미니즘의 과격성을 지적하고 페미니스트들을 공격하자, 공지영·이경자 등 여성 작가들은 그를 비난하였다. 이와 함께 페미니즘 단체들의 반발이 거세게 일어나 1997년 3월부터 1년간 여성단체연합이 선정한 '여성 권익의 걸림돌'로 뽑히게 되었다
뒤에 강준만은 자신의 잡지 인물과 사상 3권에 이를 인용하여 풍자하기도 했다.
1993년 신문연재소설 《오디세이아 서울》과 1999년 《전야, 혹은 시대의 마지막 밤》 2001년 《술단지와 잔을 끌어당기며》에서는 김대중과 추미애 등 자신의 정치적 성향에 맞지 않는 정치인들을 소설 속에서 부정적으로 묘사했다. 이문열의 이와 같은 입장에 반대하는 일부 독자들이 2001년 자신이 구입한 이문열의 책을 단체로 버리는 "책 장례식"이라는 퍼포먼스를 열기도 했다.

### 진중권과의 1차 논쟁
2000년 2월 8일 중앙일보 2000.02.08일자 기사에 그는 일부 시민단체의 낙선운동 및 음모론을 겨냥하여 '홍위병을 돌아보며'라는 칼럼을 기고, 이들의 행동이 마오쩌둥의 홍위병을 연상시킨다며 일부 시민단체들의 과격한 행동을 나무라기도 했다. 그러자 진중권은 같은 중앙일보의 2000년 2월 10일자 기사에 '이문열과 '젖소부인'의 관계?'라는 제목으로 이문열의 홍위병론 및 음모론을 역 음모론으로 비판하고 '음모론(陰毛論)은 포르노다. 언젠가 이문열은 마광수를 질타했지만 정말로 부도덕하고 몰취향한 것은 바로 이 정치 포르노다.'라며 풍자하였다. 동시에 정당 활동이 예상된다는 내용으로 마무리를 지었다.
2월 15일에는 소설가 박경범이 중앙일보에 '언어 폭력가는 안된다'며 '에로영화 스타 젖소부인과 소설가 이문열의 관계는?' 이런 제목의 기사는 대중을 즐겁게 해준다." 이로써 진중권 씨는 이미 이문열 씨에게 스스로도 인정하는 언어폭력의 주먹을 날렸다. 그는 또다시 "이문열 씨는 지금은 존경받는 소설가이지만 앞으로는 모 정당 대변인이 되거나 당의 공천을 받을 수도 있다. 끊임없이 나도는 야합설에도 불구하고…" 라고 다시한번 언어폭력을 행사했다'고 비판했다.
2월 17일 진중권은 '속 이문열과 '젖소부인'의 관계?'라는 기사를 올려 반박했다. 칼럼에서 진중권은 이문열을 향해 "이문열 씨, 왜 직접 나서서 반론을 하지 않고 기껏 유겐트를 내세우고 그 뒤로 숨어요?", "언어폭력을 쓰신 이문열 씨, 당신도 그런 말 들으면 기분 나쁘죠? 그러니 우리 모두 고운 말, 예쁜 말을 사용하는 명랑사회를 이룩해요." 라며 공격했다.
이어 박경범의 반론에 다시 반박하며 박경범이 이문열로부터의 "지시선상에 있든 없든 간에" 이문열과 "관계가 없다고 할 수 없을 것이며, 또한 직접지시의 증거가 없다고 해서" 이문열이 "그 책임을 덜 수는 없을 것이다." 이문열 씨, "책임"지세요. 이게 뭐하는 짓입니까?" 라고 했다. 이를 두고 강준만은 자신이 참여하여 활동하고 있는 안티조선의 게시판에 이문열이 진중권이라는 임자를 만났다며 희화, 풍자하기도 했다.
한편 이문열은 조선일보 2000년 2월 19일자의 아침생각에 '공자가 죽으면 나라가 살까...'라는 제목으로, 사람은 죽으나 그 말의 영향력이 있음을 주장하기도 했다. 여기에서 그는 공자를 죽인다고 해서 세상이 달라지느냐고 했다.

### 촛불집회 발언
2008년에는 미국산 쇠고기 반대시위의 일환으로 벌어진 촛불집회에 대해 '불장난을 오래하다 보면 결국 불에 데게 된다. 너무 촛불 장난을 오래하는 것 같다', '예전부터 의병은 국가가 외적의 침입에 직면했을 때뿐만 아니라 내란에 처해 있을 때도 일어나는 것', '이제 촛불집회에 대한 사회적 반작용인 의병운동이 일어나야 할 때'라고 발언을 해 논란을 불렀다.

## 수상
- 1977년 대구 매일신문 신춘문예, 단편 '나자레를 아십니까' 가작 입선
- 1979년 동아일보 신춘문예에 중편 '새하곡(塞下曲)' 당선
- 1979년 제3회 ‘오늘의 작가상’ 중편 '사람의 아들' 선정
- 1982년 제15회 동인문학상 ‘금시조’
- 1983년 대한민국문학상 ‘황제를 위하여’
- 1984년 제11회 중앙문화대상 ‘영웅시대’
- 1987년 제11회 이상문학상 ‘우리들의 일그러진 영웅’
- 1992년 제37회 현대문학상 ‘시인과 도둑’ (장편 ‘시인’연작)
- 1992년 프랑스 문화예술공로훈장 기사장 (Chevalier de l’Ordre des Arts et des Lettres)
- 1992년 제24회 대한민국 문화예술상
- 1998년 제2회 21세기 문학상 ‘전야, 혹은 시대의 마지막 밤’
- 1999년 호암상 예술상, ‘변경’
- 2009년 제54회 대한민국 예술원상
- 2012년 제11회 동리문학상 ‘리투아니아 여인’
- 2015년 은관문화훈장
- 2024년 금관문화훈장

## 주요 작품
- 《사람의 아들》
- 《들소》
- 《황제를 위하여》
- 《우리들의 일그러진 영웅》
- 《젊은 날의 초상》
- 《금시조》
- 《영웅시대》
- 《변경》
- 《추락하는 것은 날개가 있다》
- 《삼국지》(평역) 1988년작
- 《삼국지》(개정판) 2020년작
- 《수호지》(평역)
- 《아가》
- 《초한지》
- 《레떼의 연가》
- 《호모 엑세쿠탄스》
- 《대륙의 한》
- 《선택》
- 《불멸》
- 《미로의 날들》
- <김씨의 개인전>
- <25년 전쟁사>
- 《사로잡힌 악령》: 이는 특히 운동권과 좌파의 위선을 꼬집었다는 점에서 높은 평가를 받고 있는 작품이다. 소설에 등장하는 시인은 대외적으로는 독재에 저항하는 시인이자 진보적인 지식인으로 포장됐지만, 그 이면에서는 주변 온갖 여자들을 건드리고 다니며 추잡하고 방탕한 생활을 한다. 시인은 자신의 명성을 활용해 신출내기 여류시인과 문학소녀, 여대생, 친구의 부인 등을 농락하는 ‘악’한 모습으로 그려진다[13].  이문열은 소설 속의 시인을 누구라고 지칭하지 않고 있으나 고은의 행태와 매우 비슷한 것은 사실이다. 운동권 문인들은 사로잡힌 악령이 불편했던지 이문열을 극렬히 비난하고 박해했었다.

## 같이 보기
- 우리들의 일그러진 영웅
- 진중권
- 마광수
- 조정래